# U-61 (1939)
| U-61                       | U-61                                               | U-61                                               |
| -------------------------- | -------------------------------------------------- | -------------------------------------------------- |
|                            |                                                    |                                                    |
|                            |                                                    |                                                    |
|                            |                                                    |                                                    |
| Під прапором               | Третій Рейх                                        | Третій Рейх                                        |
| Порт приписки              | Кіль, Вільгельмсгафен, Лор'ян, Берген              | Кіль, Вільгельмсгафен, Лор'ян, Берген              |
| Спуск на воду              | 15 червня 1939                                     | 15 червня 1939                                     |
| Виведений зі складу флоту  | 2 травня 1945                                      | 2 травня 1945                                      |
| Сучасний статус            | затоплений                                         | затоплений                                         |
| Проєкт                     |                                                    |                                                    |
| Тип ПЧ                     | Малий ДПЧ                                          | Малий ДПЧ                                          |
| Основні характеристики     |                                                    |                                                    |
| Швидкість (надводна)       | 12 вузлів                                          | 12 вузлів                                          |
| Швидкість (підводна)       | 7,0 вузла                                          | 7,0 вузла                                          |
| Гранична глибина занурення | 150 м                                              | 150 м                                              |
| Екіпаж                     | 25 осіб                                            | 25 осіб                                            |
| Розміри                    |                                                    |                                                    |
| Довжина найбільша (по КВЛ) | 43,9 м                                             | 43,9 м                                             |
| Ширина корпусу найб.       | 4,08 м                                             | 4,08 м                                             |
| Висота                     | 8,4 м                                              | 8,4 м                                              |
| Середня осадка (по КВЛ)    | 3,82 м                                             | 3,82 м                                             |
| Водотоннажність надводна   | 291 т                                              | 291 т                                              |
| Озброєння                  |                                                    |                                                    |
| Артилерія                  | 1 × 2 cm/65 C/30 (1000 снарядів)                   | 1 × 2 cm/65 C/30 (1000 снарядів)                   |
| Торпедно- мінне озброєння  | 3 TA 5 торпед або 18 мін (за іншими даними ТМА 12) | 3 TA 5 торпед або 18 мін (за іншими даними ТМА 12) |

U-61 — малий німецький підводний човен типу II-C для прибережних вод, часів Другої світової війни. Заводський номер 260.
Введений в стрій 12 серпня 1939 року, увійшов у 5-ту флотилію, з 1 січня 1940 року входив у 1-шу флотилію, з 15 листопада 1940 року входив у навчальну 21-шу флотилію. Здійснив 10 бойових походів, потопив 5 суден (19 668 брт), і пошкодив одне судно (4434 брт). 2 травня 1945 року затоплений екіпажем у порту міста Вільгельмсгафен.

## Командири
- Оберлейтенант-цур-зее Юрген Естен (12 серпня 1939 — 28 липня 1940)
- Капітан-лейтенант Вольф-Гарро Штіблер (28 липня — 5 листопада 1940)
- Оберлейтенант-цур-зее Віллі Маттке (5 листопада 1940 — 4 травня 1941)
- Оберлейтенант-цур-зее Ганс Ланге (5 травня 1941 — 15 січня 1942)
- Оберлейтенант-цур-зее Горст Гайдер (16 січня — 9 листопада 1942)
- Оберлейтенант-цур-зее Вольфганг Лей (10 листопада 1942 — 15 вересня 1943)
- Оберлейтенант-цур-зее Рудольф Шульце (16 вересня 1943 — 1 грудня 1944)
- Лейтенант-цур-зее Вернер Цапф (2 грудня 1944 — 27 березня 1945)

## Затоплені судна
| Ім'я              | Тип            | Належність      | Дата           | Тоннаж (БРТ) | Вантаж                                                   | Статус                          | Місце                                                       |
| Gryfevale         | Вантажне судно | Велика Британія | 22 грудня 1939 | 4 434        | 4980 тон насіння бавовни, 2050 тон макухи і 250 тон рису | підірвалось на міні, пошкоджено | 54°51′ пн. ш. 1°16′ зх. д. / 54.850° пн. ш. 1.267° зх. д.   |
| Sydfold           | Вантажне судно | Норвегія        | 22 січня 1940  | 2 434        | в баласті                                                | затоплено                       | 58°40′ пн. ш. 0°30′ зх. д. / 58.667° пн. ш. 0.500° зх. д.   |
| El Sonador        | Вантажне судно | Панама          | 18 лютого 1940 | 1 406        | 713 тон вугілля                                          | затоплено                       | 57°31′ пн. ш. 2°17′ сх. д. / 57.517° пн. ш. 2.283° сх. д.   |
| Sangstad          | Вантажне судно | Норвегія        | 18 лютого 1940 | 4 297        | зерно                                                    | затоплено                       | 59°00′ пн. ш. 0°25′ сх. д. / 59.000° пн. ш. 0.417° сх. д.   |
| Alwaki            | Вантажне судно | Нідерланди      | 10 липня 1940  | 4 533        | в баласті                                                | затоплено                       | 58°46′ пн. ш. 4°46′ зх. д. / 58.767° пн. ш. 4.767° зх. д.   |
| Scottish Minstrel | Танкер         | Велика Британія | 16 липня 1940  | 6 998        | 9200 тон мазуту                                          | затоплено                       | 56°10′ пн. ш. 10°20′ зх. д. / 56.167° пн. ш. 10.333° зх. д. |